# 사카시타정 (아이치현)
사카시타정(坂下町)은 아이치현 히가시카스가이군에 설치되었던 정이다. 현재의 가스가이시에 해당한다.